# سیارک ۷۹۳۳۳
سیارک ۷۹۳۳۳ (به انگلیسی: 79333 Yusaku، نامگذاری:1996TN6) هفتاد و نه هزار و سیصد و سی و سومین سیارک کشف شده‌است که در ۵ اکتبر ۱۹۹۶ کشف شد.